# 43. истарска дивизија НОВЈ
43. истарска дивизија НОВЈ формирана је 29. августа 1944. године Чабру, Горски котар. Први командант дивизије био је Саво Вукелић, а политички комесар Јосип Скочилић.
У састав дивизије ушле су Прва, Друга и Трећа истарска бригада. У тренутку оснивања, имала је 3.392 борца. У саставу Прве бригаде дејствовао је италијански батаљон „Пино Будицин“. Од новембра 1944. године, у састав дивизије ушао је артиљеријски дивизион.
Оперативна подручја дивизије, осим Истре, била су Горски котар, Хрватско приморје и Покупље до Карловца, а у марту 1945. и подручје Жумберка. Дивизија, као јединица Једанаестог корпуса НОВЈ, ушла је 2. марта 1945. у састав Четврте армије ЈА.
Током завршних операција за ослобођење, дејствовала је у позадини нерпијатељских линија, нападајући њихова упоришта и комуникације. Укидањем Једанаестог корпуса дошла је под непосредно заповједништво Четврте армије. Након 24. априла 1945. године, њене су јединице почеле да улазе на територију Истре.
Прва је бригада у ноћи између 29. и 30. априла заузела непријатељска упоришта Мраковшчину и Материју, а 5. маја опколила је Пазин. Друга се бригада 28. априла 1945. налазила западно од линије Постојна–Ракек, а 5. маја заједно с Трећом бригадом водила је мање борбе на линији Тополовец–Помјан. Трећа је бригада у ноћи између 19. и 20. априла прешла ратиште на линији Млака–Ријека, а следеће ноћи и пругу Трст–Ријека, те једним делом својих снага осигуравала јединице Девете дивизије, а другим деловала на подручју Бузет–Бује–Копар.